# 久遠たま
久遠たま（くおんたま、Quon Tama）は、バーチャルシンガー、バーチャルライバー、バーチャルアイドル、声優。キャラクターデザインは、はる雪。主な活動場所はYouTube。
2Dアバターおよび3Dアバターを使用し、歌を主体とした生放送を配信している。

## 来歴
2020年
- 8月1日、Twitter初投稿[4]
- 8月22日、YouTube初配信(デビュー配信)[1][5]
- 10月4日、YouTubeCH登録者1万人突破
- 8月10日、PC・PS4向け和風MMORPG『鬼斬 HEROES』で声優デビュー[6]

2022年
- 3月2日、YouTubeCH登録者10万人突破[7]
- 4月27日、コンピレーションカバーアルバム『V-TUNE～ANISON～』リリース
- 5月4日、初のカバーアルバム『INITIUM』リリース
- 5月28日、V-TUNE～ANISON～リリース記念LIVE、第2部・第3部に出演[8]
- 7月30日、久遠たま 1st Live『IRIS』開催
- 10月26日、初のオリジナルEP『VIOLET ROSE』、カバーアルバム『LUX』同時リリース
- 11月4日、コンピレーションカバーEP『V-TUNE NEXT』リリース
- 12月25日、久遠たま 2nd Live『CRYSTAL MAGIC』開催

2023年
- 5月3日、スペシャルミニライブ『SHADOW PARTY』開催[9]
- 5月4日、2nd オリジナルEP『SHADOW』リリース
- 7月16日、台湾と日本で開催する３DLIVE UNLIMITED 〜LIGHT OF SHADOW〜の日程を発表[10]

## 人物
両親に『たま』という名前を付けられたが、犬が大好きな女の子。
リアルではなかなか素直になれずに、ツンツンしてしまう。
犬のように素直に真っ直ぐな自分になりたいと思い、配信を始める。

### 基礎情報
バーチャルシンガーとしてYouTubeに音楽投稿をしている。

### 趣味・嗜好
夢はアニソンアーティスト！と語っており、アニメを見る事、歌う事が好きである。

### 交友関係
グループの所属メンバーと仲良し。

## タイアップ
- 「鬼斬」のスマホ版サービス「鬼斬 HEROES」，人気VTuber“久遠たま”とのタイアップイベントを実施[6]
- VSinger 久遠たまスペシャルミニライブ「SHADOW PARTY」YUZURIHA Records[9]
- 『The Lord of the Parties』のプレイアブルキャラに登場[12]

## ディスコグラフィ

### アルバム
| 発売日         | タイトル           | 歌唱     | 規格 | 規格品番 | 備考 |
| -------------- | ------------------ | -------- | ---- | -------- | ---- |
| 2022年5月4日   | INITIUM            | 久遠たま | CD   | ZORD-003 |      |
| 2022年10月26日 | VIOLET ROSE        | 久遠たま | CD   | ZORD-033 |      |
| 2022年10月26日 | LUX                | 久遠たま | CD   | ZORD-034 |      |
| 2023年5月4日   | SHADOW             | 久遠たま | CD   | YZRH001  |      |
| 2023年12月13日 | 色彩のコンダクター | 久遠たま | CD   | YZRH-003 |      |

## 所属プロダクション
| GuildCQ        | GuildCQ | GuildCQ      | GuildCQ    | GuildCQ      | GuildCQ    | GuildCQ  |
| -------------- | ------- | ------------ | ---------- | ------------ | ---------- | -------- |
| メンバーリスト | 1期生   | 伊冬ユナ     | 久遠たま   |              |            |          |
| メンバーリスト | 2期生   | 苓吃エムリィ | 間取かける | 真鹿るり     | 薬袋アルマ | 紅記えり |
| メンバーリスト | 3期生   | 有北リファ   | 恵蛇なる   | アリア・ダヴ | 勝七ちお   |          |